# Нельговка (посёлок)
Нельговка (укр. Нельгівка) — посёлок,
Зеленовский сельский совет,
Приморский район,
Запорожская область,
Украина.
Код КОАТУУ — 2324882002. Население по переписи 2001 года составляло 179 человек.

## Географическое положение
Посёлок Нельговка находится на расстоянии в 2,5 км от села Нельговка и в 3,5 км от села Гюневка.
Через посёлок проходит железная дорога, станция Нельговка.

## История
- 1862 год — дата основания.